# ستيلويل
ستيلويل (بالإنجليزية: Stilwell, Oklahoma)‏ هي مدينة تقع بولاية أوكلاهوما في الولايات المتحدة. تبلغ مساحة هذه المدينة 8.3 (كم²)، وترتفع عن سطح البحر 332 م، بلغ عدد سكانها 3949 نسمة في عام 2010 حسب إحصاء مكتب تعداد الولايات المتحدة.

## التركيبة السكانية
حدّد مكتب تعداد الولايات المتحدة بيانات التركيبة السكانية لستيلويل في تعداد الولايات المتحدة. في ما يلي، التركيبة السكانية حسب تعدادي 2000 و2010.

### تعداد عام 2000
بلغ عدد سكان ستيلويل 3,276 نسمة بحسب تعداد عام 2000، وبلغ عدد الأسر 1,269 أسرة وعدد العائلات 809 عائلة مقيمة في المدينة. في حين سجلت الكثافة السكانية 387.2 نسمة لكل كيلومتر مربع (1,002.8/ميل2). وبلغ عدد الوحدات السكنية 1,434 وحدة بمتوسط كثافة قدره 169.5 لكل كيلومتر مربع (439.0/ميل2).
وتوزع التركيب العرقي للمدينة بنسبة 41.88% من البيض و0.49% من الأمريكيين الأفارقة و48.41% من الأمريكيين الأصليين و0.21% من الأمريكيين ذوي الأصول الآسيوية و0.03% من سكان جزر المحيط الهادئ و3.45% من الأعراق الأخرى و5.53% من عرقين مختلطين أو أكثر و6.99% من الهسبانيون أو اللاتينيون من أي عرق.
بلغ عدد الأسر 1,269 أسرة كانت نسبة 39.7% منها لديها أطفال تحت سن الثامنة عشر تعيش معهم، وبلغت نسبة الأزواج القاطنين مع بعضهم البعض 42.7% من أصل المجموع الكلي للأسر، ونسبة 17.6% من الأسر كان لديها معيلات من الإناث دون وجود شريك،  بينما كانت نسبة 3.5% من الأسر لديها معيلون من الذكور دون وجود شريكة وكانت نسبة 36.2% من غير العائلات. تألفت نسبة 33.1% من أصل جميع الأسر من عدة أفراد يعيشون في نفس المنزل ونسبة 15.7% كانت تتألف من شخص يعيش بمفرده يبلغ من العمر 65 عاماً أو أكثر. وبلغ متوسط حجم الأسرة المعيشية 2.49، أما متوسط حجم العائلات فبلغ 3.21.
بلغ العمر الوسطي للسكان 31.8 عاماً. وكانت نسبة 29.9% من القاطنين تحت سن الثامنة عشر، وكانت نسبة 10.6% بين الثامنة عشر والرابعة والعشرين عاماً، ونسبة 26.4% كانت واقعةً في الفئة العمرية ما بين الخامسة والعشرين والرابعة والأربعين عاماً، ونسبة 17.1% كانت ما بين الخامسة والأربعين والرابعة والستين، ونسبة 12.5% كانت ضمن فئة الخامسة والستين عاماً فما فوق. يوجد لكل 100 أنثى 86.7 ذكر، ويوجد لكل 100 أنثى في الثامنة عشر من عمرها فما فوق 80.2 ذكر.
بلغ متوسط دخل الأسرة في المدينة 18,555 دولارًا، أما متوسط دخل العائلة فبلغ 24,673 دولارًا. وكان متوسط دخل الذكور 20,500 دولارًا مقابل 17,351 دولارًا للإناث. وسجل دخل الفرد الخاص بالمدينة 10,034 دولارًا. وكانت نسبة 28.3% من العائلات ونسبة 32% من السكان تحت خط الفقر، وكان من هؤلاء نسبة 42.6% تحت سن الثامنة عشر ونسبة 20.4% في الخامسة والستين من العمر وما فوق.

### تعداد عام 2010
بلغ عدد سكان ستيلويل 3,949 نسمة بحسب تعداد عام 2010، وبلغ عدد الأسر 1,447 أسرة وعدد العائلات 917 عائلة مقيمة في المدينة. في حين سجلت الكثافة السكانية 466.8 نسمة لكل كيلومتر مربع (1,209.0/ميل2). وبلغ عدد الوحدات السكنية 1,638 وحدة بمتوسط كثافة قدره 193.6 لكل كيلومتر مربع (501.4/ميل2).
وتوزع التركيب العرقي للمدينة بنسبة 32.74% من البيض و0.30% من الأمريكيين الأفارقة و49.58% من الأمريكيين الأصليين و0.43% من الأمريكيين ذوي الأصول الآسيوية و7.07% من الأعراق الأخرى و9.88% من عرقين مختلطين أو أكثر و12.48% من الهسبانيون أو اللاتينيون من أي عرق.
بلغ عدد الأسر 1,447 أسرة كانت نسبة 39.2% منها لديها أطفال تحت سن الثامنة عشر تعيش معهم، وبلغت نسبة الأزواج القاطنين مع بعضهم البعض 36.2% من أصل المجموع الكلي للأسر، ونسبة 21.1% من الأسر كان لديها معيلات من الإناث دون وجود شريك،  بينما كانت نسبة 6% من الأسر لديها معيلون من الذكور دون وجود شريكة وكانت نسبة 36.6% من غير العائلات. تألفت نسبة 31.8% من أصل جميع الأسر من عدة أفراد يعيشون في نفس المنزل ونسبة 13.8% كانت تتألف من شخص يعيش بمفرده يبلغ من العمر 65 عاماً أو أكثر. وبلغ متوسط حجم الأسرة المعيشية 2.67، أما متوسط حجم العائلات فبلغ 3.40.
بلغ العمر الوسطي للسكان 31.9 عاماً. وكانت نسبة 30.5% من القاطنين تحت سن الثامنة عشر، وكانت نسبة 10% بين الثامنة عشر والرابعة والعشرين عاماً، ونسبة 26.3% كانت واقعةً في الفئة العمرية ما بين الخامسة والعشرين والرابعة والأربعين عاماً، ونسبة 20.3% كانت ما بين الخامسة والأربعين والرابعة والستين، ونسبة 12.9% كانت ضمن فئة الخامسة والستين عاماً فما فوق. وتوزع التركيب الجنسي للسكان بنسبة 47.3% ذكور و52.7% إناث.

## وصلات خارجية
- cityofstilwell.com
- The US50 - Cities and Towns in Oklahoma State